# Arc de Septimi Sever
L'arc de Septimi Sever (en llatí: Arcus Septimii Severi, en italià: Arco di Settimio Severo) és un arc de triomf de tres arcs (amb una obertura central flanquejada per dues de laterals més petites) situat a Roma, a l'angle nord-est del Fòrum romà, i s'aixeca sobre un sòcol de travertí originàriament accessible només per mitjà d'escales. El Senat el va dedicar, l'any 203 dC, a l'emperador Septimi Sever i als seus dos fills, Caracal·la i Geta, per celebrar la victòria sobre els parts, obtinguda arran de dues campanyes militars dutes a terme respectivament el 195 dC i l'any en què li fou dedicat l'arc triomfal.

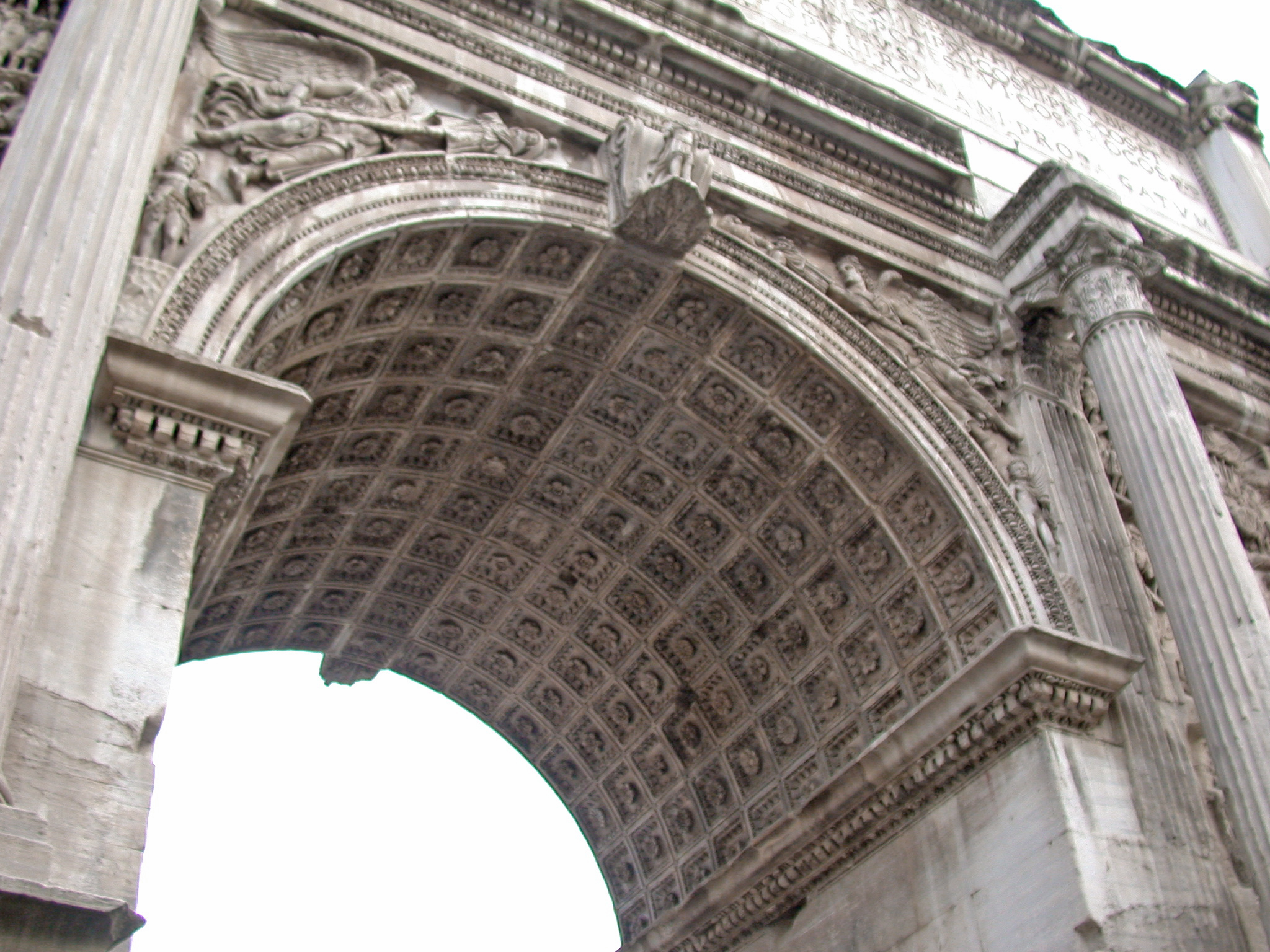
La volta de l'arc central

L'arc és fet de carreus de marbre, amb les tres obertures emmarcades per columnes sobresortints d'ordre compost que s'alcen sobre alts pedestals, esculpits amb victòries i figures de bàrbars. Damunt dels arcs laterals, hi ha grans relleus que, en diversos registres, representen episodis de la guerra victoriosa. Les obertures laterals es comuniquen amb l'arc central per mitjà de dos petits arcs.
A la part superior de l'arc hi ha la inscripció següent, que es repeteix en totes dues bandes:

IMP · CAES · LVCIO · SEPTIMIO · M · FIL · SEVERO · PIO · PERTINACI · AVG · PATRI PATRIAE · PARTHICO · ARABICO · ET · PARTHICO · ADIABENICO · PONTIFIC · MAXIMO · TRIBUNIC · POTEST · XI · IMP · XI · COS · III · PROCOS · ET · IMP · CAES · M · AVRELIO · L · FIL · ANTONINO · AVG · PIO · FELICI · TRIBUNIC · POTEST · VI · COS · PROCOS · P · P · OPTIMIS · FORTISSIMISQVE · PRINCIPIBUS · OB · REM · PVBLICAM · RESTITVTAM · IMPERIVMQVE · POPVLI · ROMANI · PROPAGATVM · INSIGNIBVS · VIRTVTIBVS · EORVM · DOMI · FORISQVE · S · P · Q · R
Al quart rengle de la inscripció, els mots optimis fortissimisque principibus substitueixen el text on apareixia el nom de Geta i que fou esborrat i substituït després del seu assassinat i de la damnatio memoriae.